# سميرة عبيد
سميرة عبيد هي سياسية يمنية، تولت منصب وزير الشؤون الإجتماعية والعمل ‏في حكومة خالد بحاح منذ 25 نوفمبر 2014.
| المناصب السياسية  | المناصب السياسية                                | المناصب السياسية |
| ----------------- | ----------------------------------------------- | ---------------- |
| سبقه قبول المتوكل | وزير الشؤون الإجتماعية والعمل ‏ 25 نوفمبر 2014 - | تبعه             |